# Yan Guowei

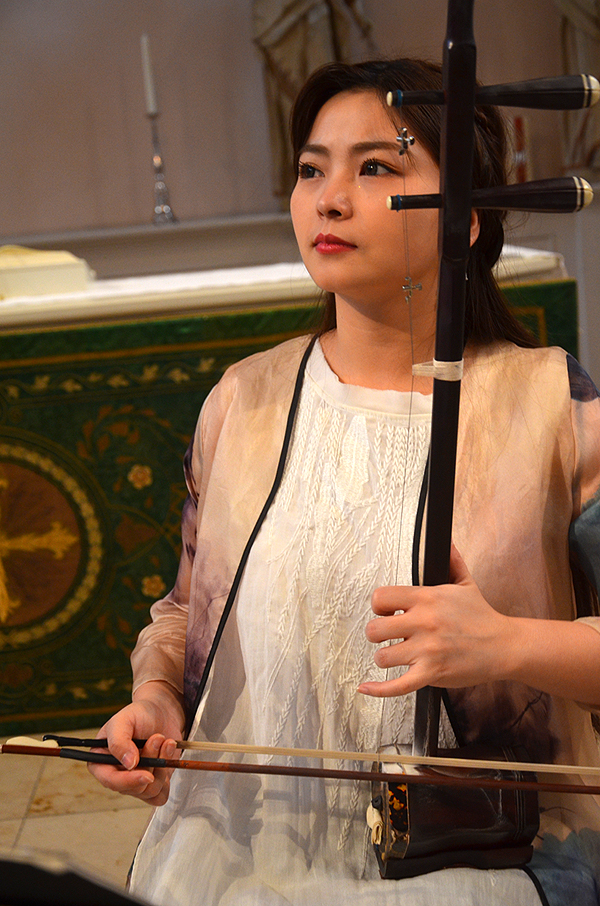
Yan Guowei mit dem Saiteninstrument Erhu am 300. Todestag von Gottfried Wilhelm Leibniz;
in Hannover bei der Probe zur Uraufführung der Longue Distance von Frédéric Durieux am Grabmal von Leibniz

Yan Guowei (* im 20. Jahrhundert in China) ist eine chinesische Lektorin für traditionelle chinesische Musik an der Zentralen Musikhochschule in Peking und vielfach ausgezeichnete Erhu-Spielerin.

## Leben
Yan Guowei erhielt schon als Kind im Alter von 9 Jahren Musikunterricht bei Yu Hongmei, einer Erhu-Spielerin und Professorin in der Abteilung für traditionelle chinesische Musik an der Zentralen Musikhochschule in Peking, von der auch im Jahr 2016 weiterhin betreut wurde.
Im Jahr 2001 wurde Yan Guowei in der fünften Klasse in der an der Zentrale Musikhochschule angegliederten Grundschule aufgenommen. Daran anschließend studierte sie dort bis zum Master-Abschluss im September 2015 und begann an derselben Hochschule anschließend als Lektorin. Dort lehrt sie aktuell nun selbst in der Abteilung für traditionelle chinesische Musik und ist Mitglied der Arbeitsgruppe Orchester und Kammermusik.
Guowei ist zudem Mitglied im Vorstand der Vereinigung für traditionelle chinesische Musik und dort zuständig für den Fachbereich Huqin, einer Unterfamilie asiatischer Saiteninstrumente.
Zu Ehren von Gottfried Wilhelm Leibniz spielte Yan Guowei (Erhu) gemeinsam mit Udo Grimm am 300. Todestag des Universalgenies am 14. November 2016 in der Neustädter Hof- und Stadtkirche in Hannover, zugleich die Grablege von Leibniz, in Anwesenheit des französischen Komponisten Frédéric Durieux die Uraufführung von Durieux' Duett Longue Distance, eines Auftragswerks des internationalen Kompositionswettbewerbes Leibniz' Harmonien 2016.

## Auszeichnungen
Yan Guowei hat im Laufe ihrer jungen Karriere sämtliche bedeutenden Wettbewerbe für traditionelle chinesische Musik in der Disziplin Erhu gewonnen. Darüber hinaus gewann sie beispielsweise
- „[...] die goldene Glocke der chinesischen Musik“;
- in der Hauptstadt der Republik China einen Wettbewerb für traditionelle chinesische Musik
- sowie den CCTV-Fernsehpreis des Senders China Central Television (CCTV). Das chinesische Staatsfernsehen kürte Guowei damit zu einer der zehn besten jungen Erhu-Spielerinnen.[1]